# Clifford J. Tabin

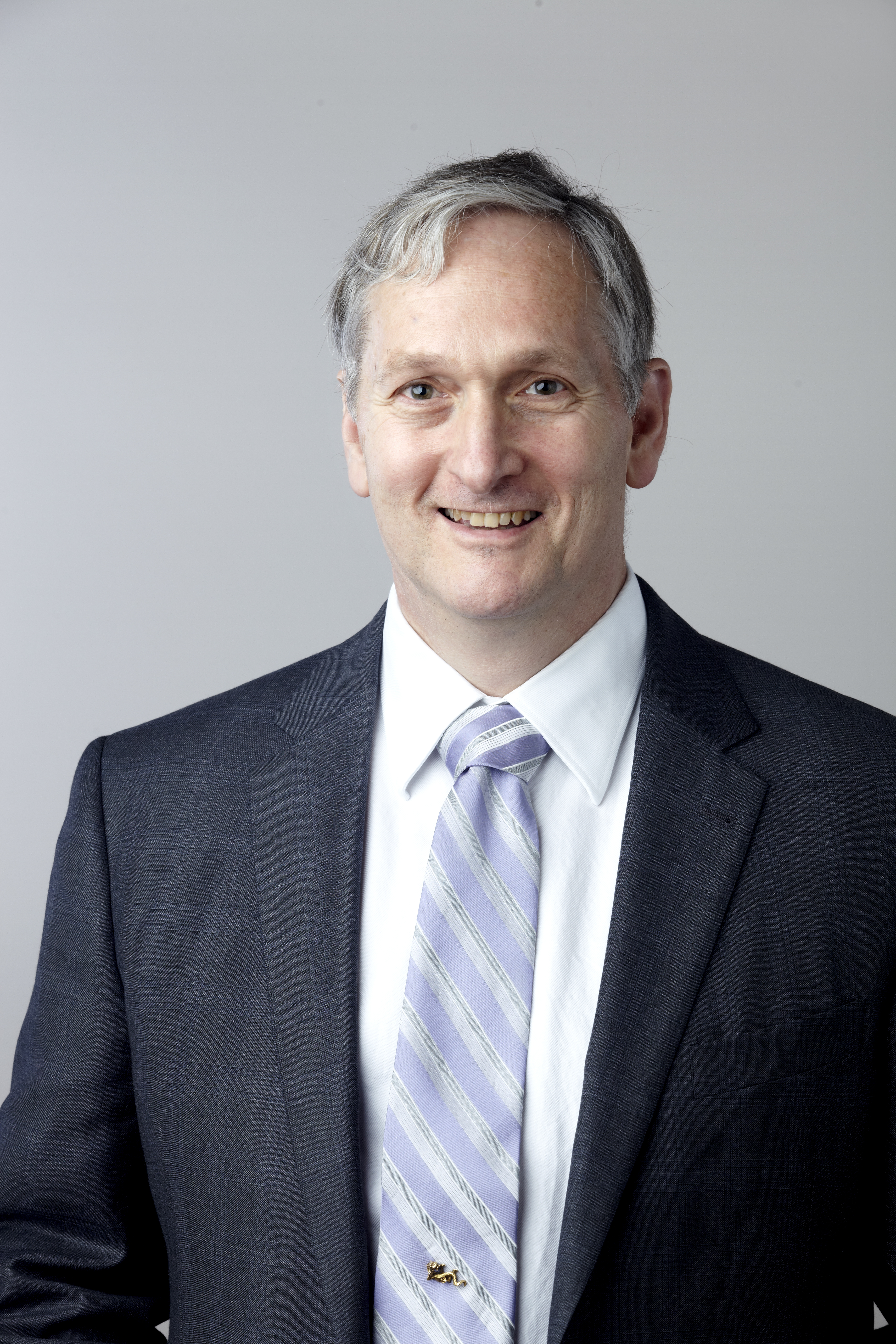
Clifford Tabin (Royal Society)

Clifford James Tabin (* 19. Januar 1954 in Glencoe, Illinois) ist ein US-amerikanischer Genetiker an der Harvard Medical School. Er beschäftigt sich mit den Faktoren, die die embryonalen Entwicklung und Differenzierung von Organen und Extremitäten steuern.

## Leben
Tabins Vater, Julius Tabin, war als Physiker Postdoktorand bei Enrico Fermi und arbeitete am Manhattan Project mit. Seine Mutter war Kinderpsychologin an der Northwestern University und später in eigener Praxis.
Clifford Tabin erwarb an der University of Chicago einen Bachelor in Physik und in Anthropologie und 1984 bei Robert Allan Weinberg und David Baltimore am Massachusetts Institute of Technology (MIT) einen Ph.D. in Biologie. Als Postdoktorand arbeitete er bei Doug Melton an der Harvard University, bevor er 1985 am Massachusetts General Hospital ein eigenes Labor gründete. Seit 1989 ist Tabin Mitglied des Lehrkörpers der Harvard University, seit 2007 ist er Leiter der Abteilung für Genetik an der Harvard Medical School.
Tabin engagiert sich für die Errichtung einer medizinischen Fakultät in Kathmandu, der Hauptstadt Nepals.

## Forschung
Am MIT entwickelte Tabin einen der ersten Retrovirus-Vektoren, indem er murine Leukämieviren gentechnisch veränderte. Er identifizierte eine Punktmutation, die das G-Protein Ras zu einem Onkogen macht. Als Postdoktorand untersuchte er den Einfluss der Homöobox-Gene auf die Individualentwicklung (Ontogenese) von Molchen.
Mit seiner eigenen Arbeitsgruppe wendete sich Tabin weiter der Entwicklungsbiologie zu und verwendete als Modellorganismen überwiegend Mäuse und Hühner. Tabin und Mitarbeiter erforschen mit Methoden der experimentellen Embryologie, der Molekularbiologie und der Genetik die Grundlagen, wie die Entwicklung von äußerer Form und innerer Struktur (Ontogenese) von Wirbeltieren gesteuert werden. Insbesondere ist die Extremitätenentwicklung Gegenstand der Forschung: wie werden vorne und hinten (anterior/posterior), körpernah und körperfern (proximal/distal) sowie bauchwärts und rückenwärts (ventral/dorsal) festgelegt? Wie funktioniert die Differenzierung in Sehnen, Muskeln, Gelenken und Knochen? Wie wird die Asymmetrie der inneren Organe gesteuert.
Wichtige Forschungsobjekte sind die Rolle des Hedgehog-Signalwegs in der Ausbildung der Extremitäten und die Entwicklungsregulation durch miRNAs. Tabins Arbeitsgruppe beschrieb als erste Sonic hedgehog, eines der drei bei Säugetieren bekannten Hedgehog-Proteine. Neuere Arbeiten befassen sich mit den evolutionären Veränderungen der ontogenetischen Programme (zum Beispiel durch Genregulation) bei Springmäusen, die stark ausgeprägte Hinter- und zum Teil nur rudimentäre Vorderbeine haben, bei Höhlenfischen, deren Augen verkümmert sind oder bei Darwinfinken, deren Schnäbel verschiedene Formen haben.

## Auszeichnungen (Auswahl)
- 1999: NAS Award in Molecular Biology[2]
- 2000: Mitglied der American Academy of Arts and Sciences[4]
- 2007: Mitglied der National Academy of Sciences[5]
- 2008: March of Dimes Prize in Developmental Biology[6]
- 2012: Edwin G. Conklin Medal
- 2014: Auswärtiges Mitglied der Royal Society
- 2019: Mitglied der American Philosophical Society